# Стшембошув
Стшембошув (пол. Strzęboszów) — село в Польщі, у гміні Руда-Маленецька Конецького повіту Свентокшиського воєводства.
Населення — 68 осіб (2011).
У 1975-1998 роках село належало до Келецького воєводства.

## Демографія
Демографічна структура на день 31 березня 2011 року:
|          | Загалом | Допрацездатний вік | Працездатний вік | Постпрацездатний вік |
| -------- | ------- | ------------------ | ---------------- | -------------------- |
| Чоловіки | 29      | 5                  | 15               | 9                    |
| Жінки    | 39      | 7                  | 21               | 11                   |
| Разом    | 68      | 12                 | 36               | 20                   |